# علی‌بلاغی (سلماس)
علی بلاغی، روستایی است از توابع بخش کوهسار و در شهرستان سلماس استان آذربایجان غربی ایران.

## جمعیت
این روستا در دهستان شناتال قرار داشته و بر اساس سرشماری سال ۱۳۸۵ جمعیت آن ۴۳۸نفر (۷۱ خانوار) 
بوده‌است.